# Pat Mastroianni

Pat Mastroianni est un acteur canadien né le 22 décembre 1971 à Toronto (Canada).

## Biographie
En 1985, il a 13 ans quand il répond à une annonce qui invitait les jeunes à passer une audition, sans expérience exigée, pour une nouvelle série télé. Après avoir été auditionné avec plus de 500 enfants de son âge, Pat Mastroianni a été choisi pour le rôle de Joey dans Les Années collège.
Pat commença sa carrière d'acteur, mais il disait qu'il prenait son rôle comme un travail d'été - le tournage avait lieu seulement quelques mois dans l'année. Six saisons plus tard, cependant, Pat comprit vraiment l'importance des Années Collège dans sa vie. Cette série fut importée dans 70 pays, et traduite dans des dizaines de langues, Pat devint ainsi une star mondiale.
Il a non seulement poursuivi sa carrière d'acteur à la télévision dans des séries (Liberty Street en 1994, Degrassi : La Nouvelle Génération en 2001) et au cinéma (Godzilla en 1998), mais il est également musicien et a reçu de nombreuses récompenses[réf. nécessaire].

## Filmographie

### Cinéma
- 1998 : Godzilla : Apache Pilot #3
- 2001 : The Happy Couple : Distress line caller
- 2001 : The Good Things : Asshole
- 2002 : If Wishes Were Horses : Jerome
- 2009 : 40 Is the New 20
- 2010 : The Untitled Work of Paul Shepard
- 2011 : Unlucky
- 2011 : La Fabulous Aventure de Sharpay

## Télévision

### Séries télévisées
- 1991 : Les Années collège (série télévisée) : Joey Jeremiah
- 1994 : Liberty Street (série télévisée) : Frank (unknown episodes)
- 1994 : The Counterfeit Contessa (TV) : Carlos
- 1994 : Music Works (série télévisée) : Host (1994-)
- 2001 : Degrassi : La Nouvelle Génération (série télévisée) : Joey Jeremiah
- 2006 : Beautiful People
- 2006 : Grossology
- 2006 : Star ou Boucher (Sons of Butcher)
- 2009 : Cra$h & Burn
- 2011 : Connor Undercover
- 2012 : Rookie Blue